# Lijst van afleveringen van Law & Order: UK
Dit is een lijst met afleveringen van de Brits televisieserie Law & Order: UK.
Een overzicht van alle afleveringen is hieronder te vinden.

## Seizoen 1 (2009)
| nr. in serie | nr. in seizoen | Titel    | Regisseur       | Schrijver(s)       | Uitzenddatum     | Originele aflevering van Law & Order |
| ------------ | -------------- | -------- | --------------- | ------------------ | ---------------- | ------------------------------------ |
| 1            | 1              | Care     | Omar Madha      | Chris Chibnall     | 23 februari 2009 | Cradle to Grave                      |
| 2            | 2              | Unloved  | Andy Goddard    | Terry Cafolla      | 2 maart 2009     | Born Bad                             |
| 3            | 3              | Vice     | Omar Madha      | Chris Chibnall     | 9 maart 2009     | Working Mom                          |
| 4            | 4              | Unsafe   | Andy Goddard    | Chris Chibnall     | 16 maart 2009    | American Dream                       |
| 5            | 5              | Buried   | Mark Everest    | Catherine Tregenna | 23 maart 2009    | In Memory of                         |
| 6            | 6              | Paradise | Tristram Powell | Chris Chibnall     | 30 maart 2009    | Heaven                               |
| 7            | 7              | Alesha   | Mark Everest    | Catherine Tregenna | 6 april 2009     | Helpless                             |

## Seizoen 2 (2010)
| nr. in serie | nr. in seizoen | Titel             | Regisseur          | Schrijver(s)                     | Uitzenddatum     | Originele aflevering van Law & Order |
| ------------ | -------------- | ----------------- | ------------------ | -------------------------------- | ---------------- | ------------------------------------ |
| 8            | 1              | Samaritan         | Andy Goddard       | Chris Chibnall                   | 11 januari 2010  | Manhood                              |
| 9            | 2              | Hidden            | Julian Holmes      | Emilia di Girolamo               | 18 januari 2010  | Bitter Fruit                         |
| 10           | 3              | Community Service | Ken Grieve         | Catherine Tregenna               | 25 januari 2010  | Volunteers                           |
| 11           | 4              | Sacrifice         | Robert Del Maestro | Terry Cafolla & Nathan Cockerill | 1 februari 2010  | Sonata for a Solo Organ              |
| 12           | 5              | Love and Loss     | Mark Everest       | Terry Cafolla                    | 8 februari 2010  | Consultation                         |
| 13           | 6              | Honour Bound      | Andy Goddard       | Chris Chibnall                   | 15 februari 2010 | Corruption                           |

## Seizoen 3 (2010)
| nr. in serie | nr. in seizoen | Titel      | Regisseur        | Schrijver(s)       | Uitzenddatum      | Originele aflevering van Law & Order |
| ------------ | -------------- | ---------- | ---------------- | ------------------ | ----------------- | ------------------------------------ |
| 14           | 1              | Broken     | Andy Goddard     | Emilia di Girolamo | 9 september 2010  | Killerz                              |
| 15           | 2              | Hounded    | Julian Holmes    | Catherine Tregenna | 16 september 2010 | Mad Dog                              |
| 16           | 3              | Defence    | Mark Everest     | Debbie O’Malley    | 23 september 2010 | Pro Se                               |
| 17           | 4              | Confession | James Strong     | Terry Cafolla      | 30 september 2010 | Bad Faith                            |
| 18           | 5              | Survivor   | Andy Goddard     | Emilia di Girolamo | 7 oktober 2010    | Punk                                 |
| 19           | 6              | Masquerade | Hettie MacDonald | Richard Stokes     | 14 oktober 2010   | Good Girl                            |
| 20           | 7              | Anonymous  | Mark Everest     | Debbie O’Malley    | 21 oktober 2010   | Stalker                              |

## Seizoen 4 (2011)
| nr. in serie | nr. in seizoen | Titel        | Regisseur          | Schrijver(s)       | Uitzenddatum  | Originele aflevering van Law & Order |
| ------------ | -------------- | ------------ | ------------------ | ------------------ | ------------- | ------------------------------------ |
| 21           | 1              | ID           | Andy Goddard       | Emilia di Girolamo | 21 maart 2011 | Promises to Keep                     |
| 22           | 2              | Denial       | Robert Del Maestro | Catherine Tregenna | 14 maart 2011 | DNR                                  |
| 23           | 3              | Shaken       | Paul Wilmshurst    | Emila Di Girolamo  | 4 april 2011  | Homesick                             |
| 24           | 4              | Duty Of Care | Julian Holmes      | Debbie O'Malley    | 28 maart 2011 | Endurance                            |
| 25           | 5              | Help         | James Strong       | Terry Cafolla      | 7 maart 2011  | We Like Mike                         |
| 26           | 6              | Skeletons    | Andy Goddard       | Catherine Tregenna | 11 april 2011 | Trophy                               |

## Seizoen 5 (2011)
| nr. in serie | nr. in seizoen | Titel         | Regisseur     | Schrijver(s)         | Uitzenddatum     | Originele aflevering van Law & Order |
| ------------ | -------------- | ------------- | ------------- | -------------------- | ---------------- | ------------------------------------ |
| 27           | 1              | The Wrong Man | Marisol Adler | Debbie O'Malley      | 10 juli 2011     | Prescription for Death               |
| 28           | 2              | Safe          | Julian Holmes | Emilia Di Girolamo   | 17 juli 2011     | Angel                                |
| 29           | 3              | Crush         | Mat King      | Nicholas Hicks-Beach | 24 juli 2011     | Humiliation                          |
| 30           | 4              | Tick Tock     | Mark Everest  | Richard Stokes       | 31 juli 2011     | Hot Pursuit                          |
| 31           | 5              | Intent        | Julian Holmes | Debbie O'Malley      | 7 augustus 2011  | Privileged                           |
| 32           | 6              | Deal          | Andy Goddard  | Emilia Di Girolamo   | 14 augustus 2011 | Slave                                |

## Seizoen 6 (2012)
| nr. in serie | nr. in seizoen | Titel            | Regisseur     | Schrijver(s)         | Uitzenddatum     | Originele aflevering van Law & Order |
| ------------ | -------------- | ---------------- | ------------- | -------------------- | ---------------- | ------------------------------------ |
| 33           | 1              | Survivor’s Guilt | Andy Goddard  | Emilia di Girolamo   | 6 januari 2012   | Suicide Box                          |
| 34           | 2              | Immune           | James Strong  | Nicholas Hicks-Beach | 13 januari 2012  | Double Down                          |
| 35           | 3              | Haunted          | Mat King      | Suzie Smith          | 20 januari 2012  | Ghosts                               |
| 36           | 4              | Trial            | David O'Neill | Nicholas Hicks-Beach | 27 januari 2012  | Double Blind                         |
| 37           | 5              | Line Up          | M.T. Adler    | Emilia di Girolamo   | 3 februari 2012  | Performance                          |
| 38           | 6              | Dawn Till Dusk   | Mark Everest  | Richard Stokes       | 10 februari 2012 | Mayhem                               |
| 39           | 7              | Fault Lines      | James Strong  | Emilia di Girolamo   | 17 februari 2012 | Just a Girl in the World             |

## Seizoen 7 (2013)
| nr. in serie | nr. in seizoen | Titel         | Regisseur      | Schrijver(s)         | Uitzenddatum     | Originele aflevering van Law & Order |
| ------------ | -------------- | ------------- | -------------- | -------------------- | ---------------- | ------------------------------------ |
| 40           | 1              | Tracks        | Mat King       | Emilia di Girolamo   | 14 juli 2013     | Locomotion                           |
| 41           | 2              | Tremors       | Mat King       | Emilia di Girolamo   | 21 juli 2013     | Aftershock                           |
| 42           | 3              | Paternal      | Jill Robertson | Nicholas Hicks-Beach | 28 juli 2013     | Deadbeat                             |
| 43           | 4              | Fatherly Love | Jill Robertson | Noel Farragher       | 4 augustus 2013  | Family Values                        |
| 44           | 5              | Mortal        | Joss Agnew     | Nicholas Hicks-Beach | 11 augustus 2013 | Golden Years                         |
| 45           | 6              | Dependant     | Joss Agnew     | Jane Hudson          | 18 augustus 2013 | Phobia                               |

## Seizoen 8 (2014)
| nr. in serie | nr. in seizoen | Titel            | Regisseur      | Schrijver(s)         | Uitzenddatum  | Originele aflevering van Law & Order |
| ------------ | -------------- | ---------------- | -------------- | -------------------- | ------------- | ------------------------------------ |
| 46           | 1              | Flaw             | Mat King       | Nicholas Hicks-Beach | 12 maart 2014 | Refuge (Deel 1 + 2)                  |
| 47           | 2              | Safe from Harm   | Mat King       | Tom Grieves          | 19 maart 2014 | Betrayal                             |
| 48           | 3              | I Predict A Riot | Mat King       | Richard Stokes       | 26 maart 2014 | Ramparts                             |
| 49           | 4              | Pride            | Mat King       | Matt Evans           | 2 april 2014  | Identity                             |
| 50           | 5              | Customs          | Joss Agnew     | Jamie Crichton       | 9 april 2014  | Ritual                               |
| 51           | 6              | Bad Romance      | Joss Agnew     | Louise Ironside      | 16 april 2014 | Denial                               |
| 52           | 7              | Hard Stop        | Jill Robertson | Noel Farragher       | 23 april 2014 | Criminal Law                         |
| 53           | 8              | Repeat to Fade   | Jill Robertson | Richard Stokes       | 11 juni 2014  | Marathon                             |